# Ivan Craig
Walter Ivan Craig, född 22 februari 1912 i Edinburgh, död 7 mars 1995 i Surrey, var en brittisk skådespelare, son till doktor Eric S. Craig och Dorothy Gertrude Meldrum.
Han var mellan åren 1940 och 1947 gift med Lillian May Davies, som 1943 inledde ett förhållande med den svenske prinsen Bertil och 1976 genom nytt äktenskap med honom blev prinsessan Lilian av Sverige.